# Långsmaltjärnen (Dorotea socken, Lappland)
Långsmaltjärnen är en sjö i Dorotea kommun i Lappland och ingår i Ångermanälvens huvudavrinningsområde. Sjön har en area på 0,035 kvadratkilometer och ligger 513,1 meter över havet. Långsmaltjärnen ligger i Rödingsjö Natura 2000-område.

## Delavrinningsområde
Långsmaltjärnen ingår i det delavrinningsområde (719057-147042) som SMHI kallar för Inloppet i Lill-Gubbsjön. Medelhöjden är 567 meter över havet och ytan är 22,03 kvadratkilometer. Räknas de 19 avrinningsområdena uppströms in blir den ackumulerade arean 151,21 kvadratkilometer. Näsån (Långselån) som avvattnar avrinningsområdet har biflödesordning 3, vilket innebär att vattnet flödar genom totalt 3 vattendrag innan det når havet efter 301 kilometer. Avrinningsområdet består mestadels av skog (84 procent) och sankmarker (13 procent). Avrinningsområdet har 0,2 kvadratkilometer vattenytor vilket ger det en sjöprocent på 0,9 procent.